# Аят (приток Тобола)
Ая́т (каз. Әйет) — река в России и Казахстане, протекает по Варненскому, Тарановскому, Фёдоровскому и Костанайскому районам Челябинской области России и Костанайской области Казахстана. Аят образуется слиянием рек Караталы-Аят и Арчаглы-Аят. Река впадает в реку Тобол в районе Каратомарского водохранилища. Длина реки — 117 км, площадь водосборного бассейна — 13 300 км².

## Гидрология
Значительная часть бассейна образована 383 бессточными озёрами (общая площадь 208 км².). Часть реки, расположенная в Челябинской области имеет длину 23 км и площадь водосбора 8571 км².
Грунты бассейна в основном супесчаные и суглинистые, изредка солонцы. Слабоизвилистое плёсовое русло расположено в хорошо выраженной речной долине.
Зимой река часто промерзает до дна. На гидрологическом посту Варваринка промерзание наблюдалось 5 раз за 43 года.

## Населённые пункты на реке
- Николаевка
- Варваринка
- Кызылжар
- Асенкритовка
- Актюбе
- Николаевский
- Оренбургский
- Журавлёвка
- Тарановское
- Красносельское
- Аятское
- Приреченское
- Майское
- Воронежское
- Набережное
- Набережный
- Д. О. Горняк

## В искусстве
- «Тобол и Аят» — стихотворение Евтушенко.

## Данные водного реестра
По данным государственного водного реестра России относится к Иртышскому бассейновому округу, водохозяйственный участок реки — Тобол от истока до впадения реки Уй, без реки Увелька, речной подбассейн реки — Тобол. Речной бассейн реки — Иртыш.